# Бредфорд (округ, Флорида)
Шаблон:StateAbbr_ 29°57′ пн. ш. 82°10′ зх. д. / 29.95° пн. ш. 82.17° зх. д.
Бре́дфорд (англ. Bradford County) — округ (графство) на північному заході штату Флорида. Центр — місто Старк.
Площа округу становить 759 км².
Округ був виділений з округів Алачуа та Колумбія в 1858 році.
Населення округу — 28520 осіб (2010).

## Населені пункти
В склад округу входять 3 міста (сіті) та 1 містечко (таун).
Міста
| Місто   | Населення, осіб | Рік  |
| ------- | --------------- | ---- |
| Гемптон | 431             | 2000 |
| Лоті    | 673             | 2004 |
| Старк   | 5593            | 2000 |

Містечка
| Містечко | Населення, осіб | Рік  |
| -------- | --------------- | ---- |
| Брукер   | 352             | 2000 |

## Суміжні округи
- Бейкер — північ
- Дювал — північний схід
- Клей — схід
- Патнем — південний схід
- Алачуа — південь
- Юніон — захід

## Галерея

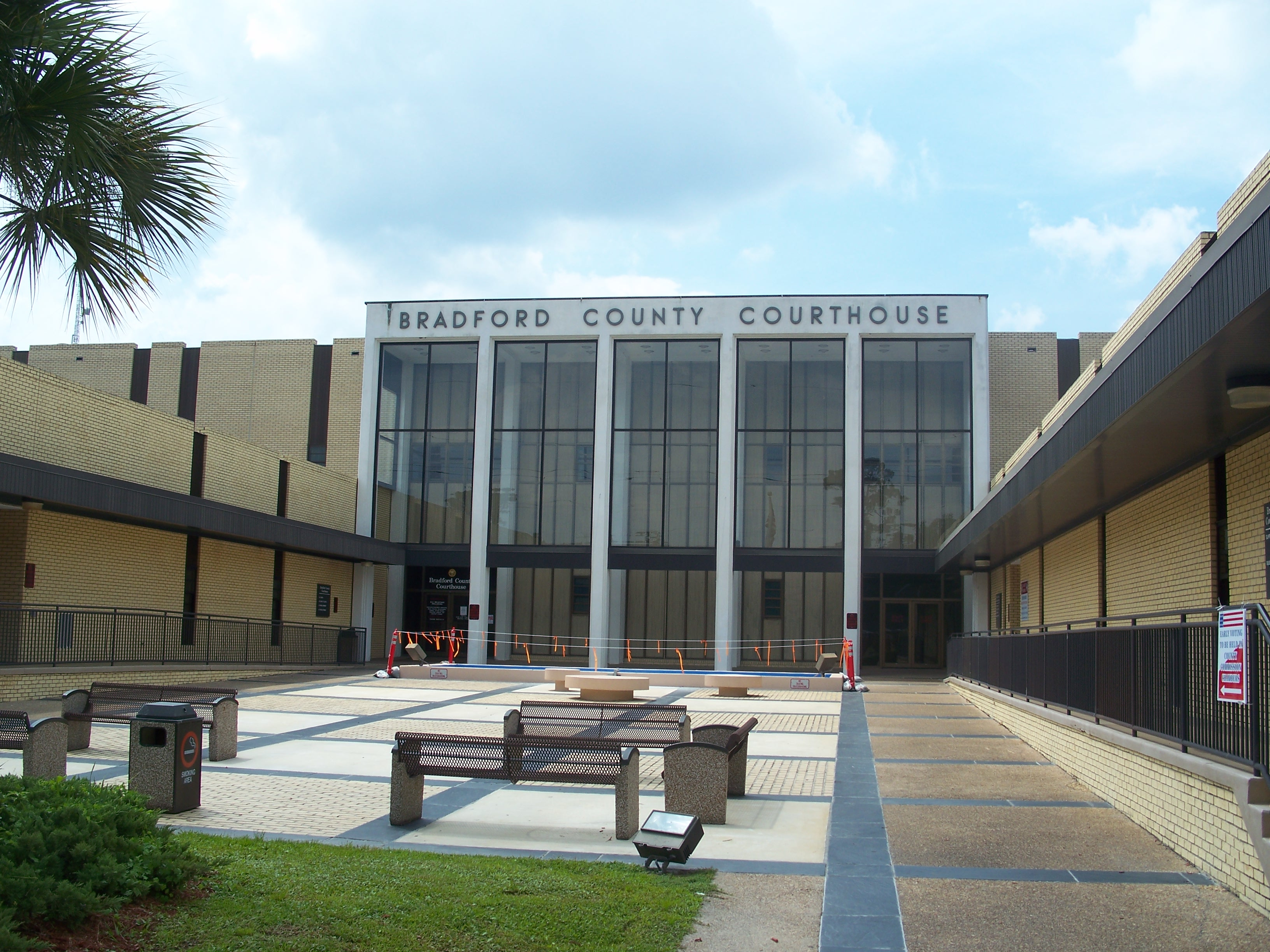
Будівля окружного суду
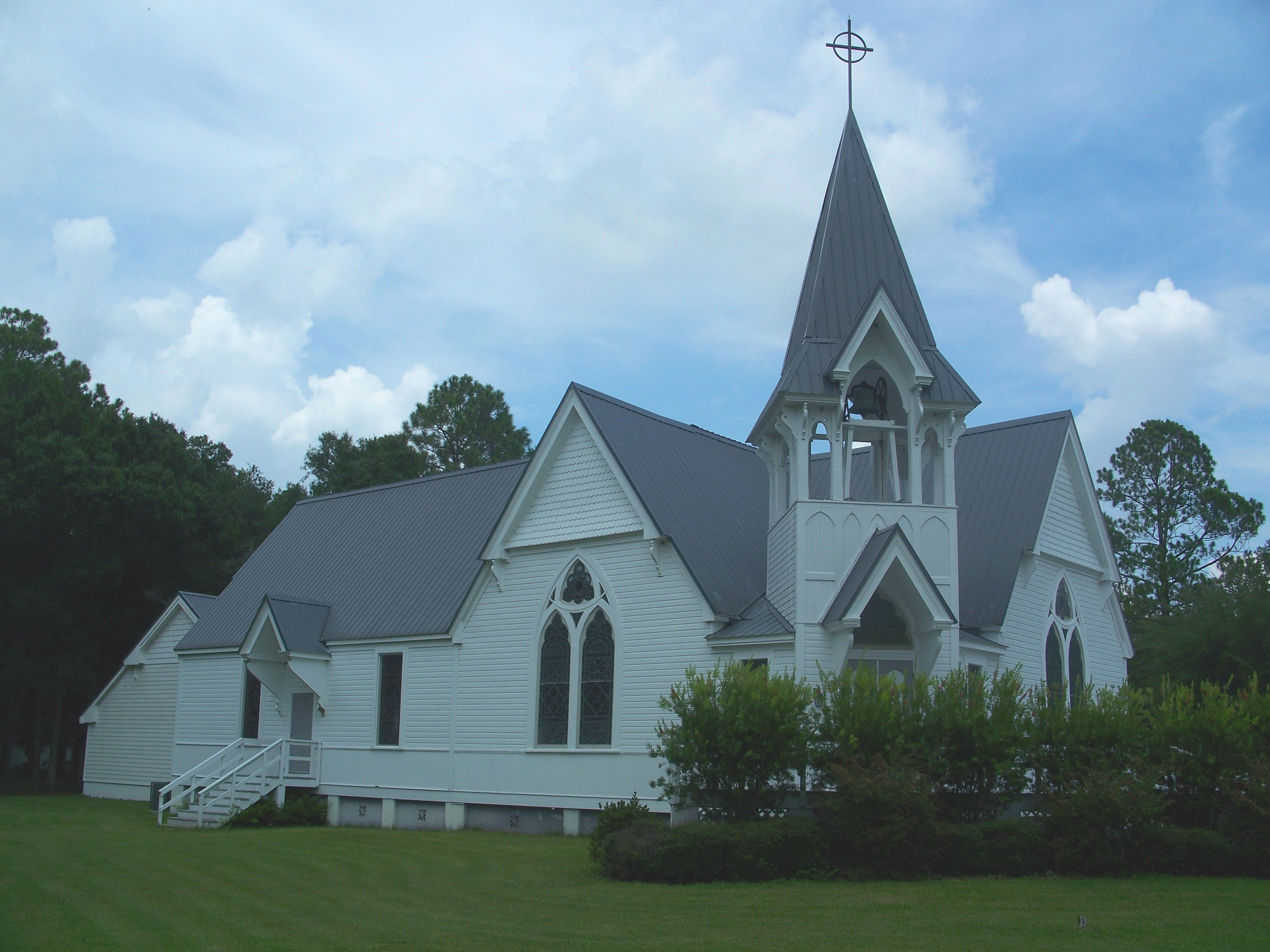
Пресвітеріанська церква у м. Старк
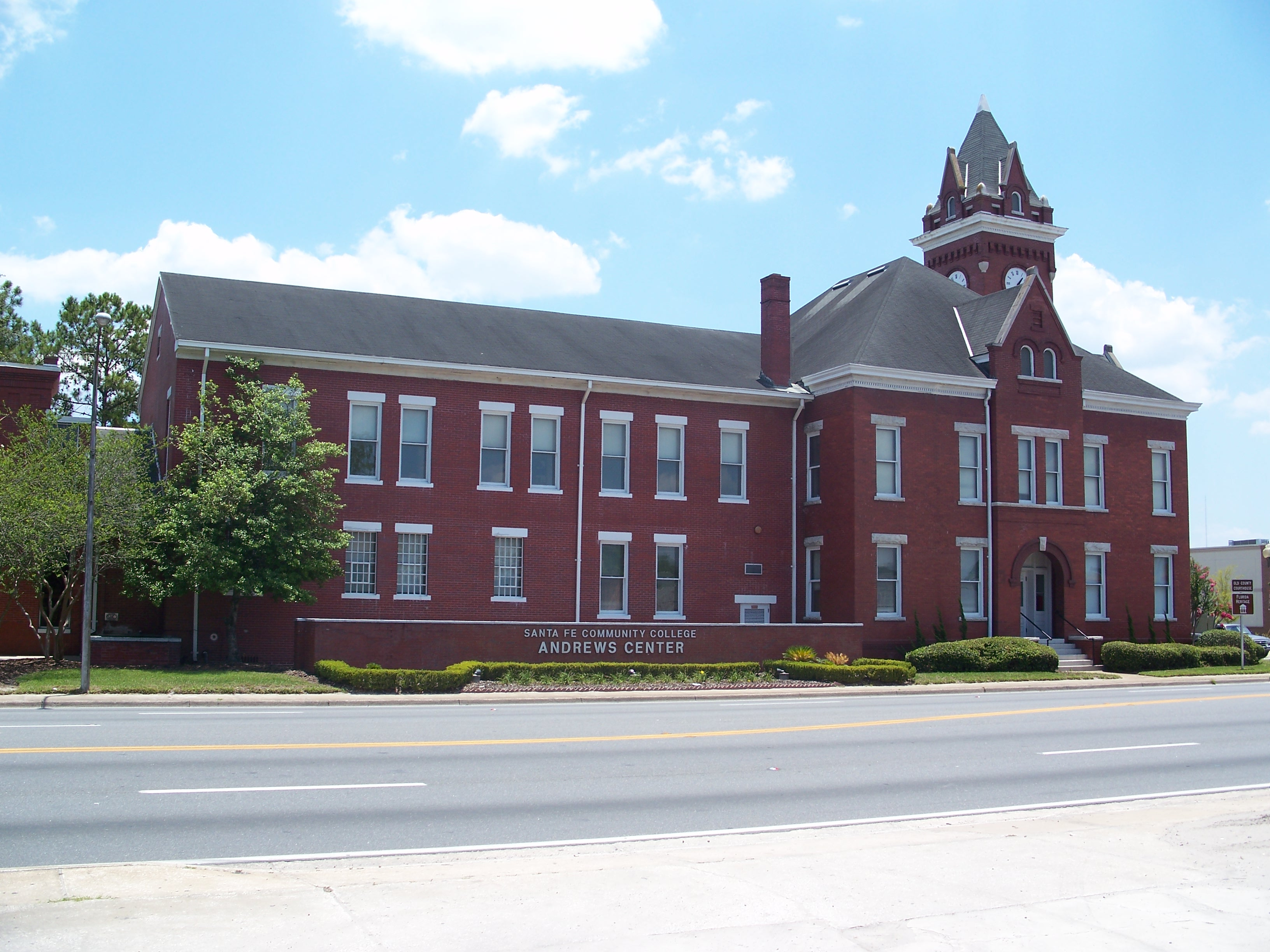
Колишня будівля суду